# Paradox van Mandeville
De paradox van Mandeville is een paradox uit de economie, genoemd naar de Brits-Nederlandse filosoof Bernard Mandeville (1670-1733).
De paradox geeft aan dat de handelingen die in individueel opzicht als ondeugdelijk kunnen worden gezien, voor de maatschappij als geheel hun voordelen kunnen hebben. Dit wordt duidelijk uit de ondertitel van Mandevilles werk The Fable of the Bees die luidt: ‘Private Vices, Publick Benefits’. Hij verwoordt het in dat werk als volgt: “Bedrog, weelderigheid en trots moeten bestaan zodat wij de baten ervan ontvangen.”
Als voorbeeld kan een ondernemer dienen die vanuit een behoefte om luxe en aanzien te verwerven hard werkt en succesvol is: zijn motieven zijn op zijn eigen voordeel gericht maar de maatschappij profiteert hiervan economisch: de economie groeit, er zijn belastingopbrengsten voor de overheid, enz.
De filosoof en econoom Adam Smith verzet zich, hoewel hij zelf een milde versie van deze gedachte verdedigt in zijn theorie van de onzichtbare hand, tegen Mandevilles benadering, omdat Mandeville volgens hem geen onderscheid maakt tussen ijdele en eervolle handelingen.